# Vincent Beretti
Vincent Beretti, né à Rome le 14 juin 1781 et mort à Kiev le 18 août 1842, est un architecte italien qui fit toute sa carrière en Russie impériale.

## Biographie
Il est à l'Académie russe des Beaux-Arts à partir de 1809 et père de l'architecte Oleksandr Beretti.
Il repose au cimetière Baïkov.

## Réalisations
- 1840 : L'Observatoire astronomique de l'université de Kiev, la serre du Jardin botanique Fomine de Kiev ;
- 1839 : L'institution pour jeunes fille de Kiev[1] de la rue de l'Institut ;
- Le no 91 de la Perspective Nevski ;
- Le domaine Koumanovo ;
- le Palais de la Bourse avec Jean-François Thomas de Thomon[2] ;
- Casernes de la Rue Sadovaïa.

## Galerie d'images

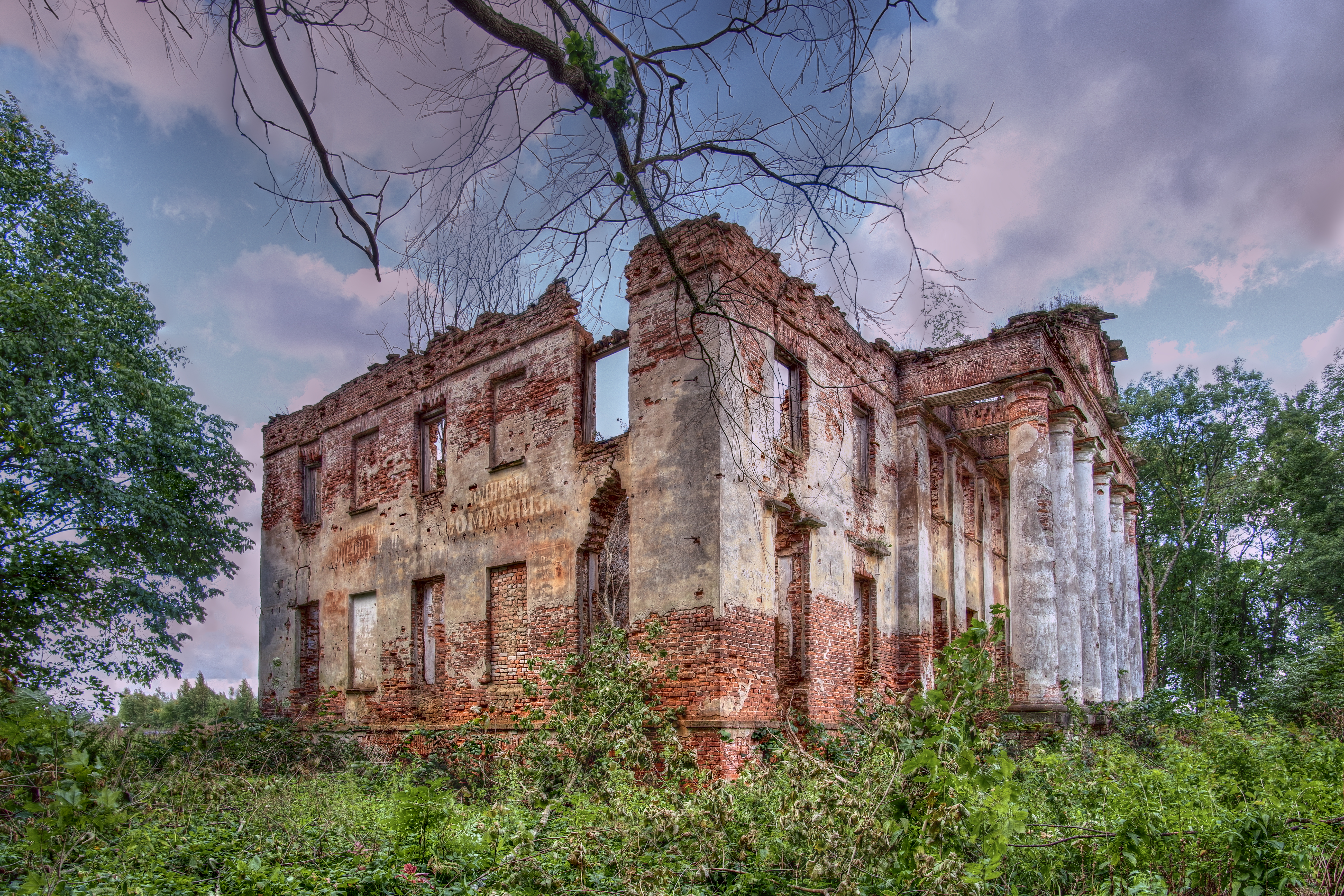
Le domaine Koumanovo.
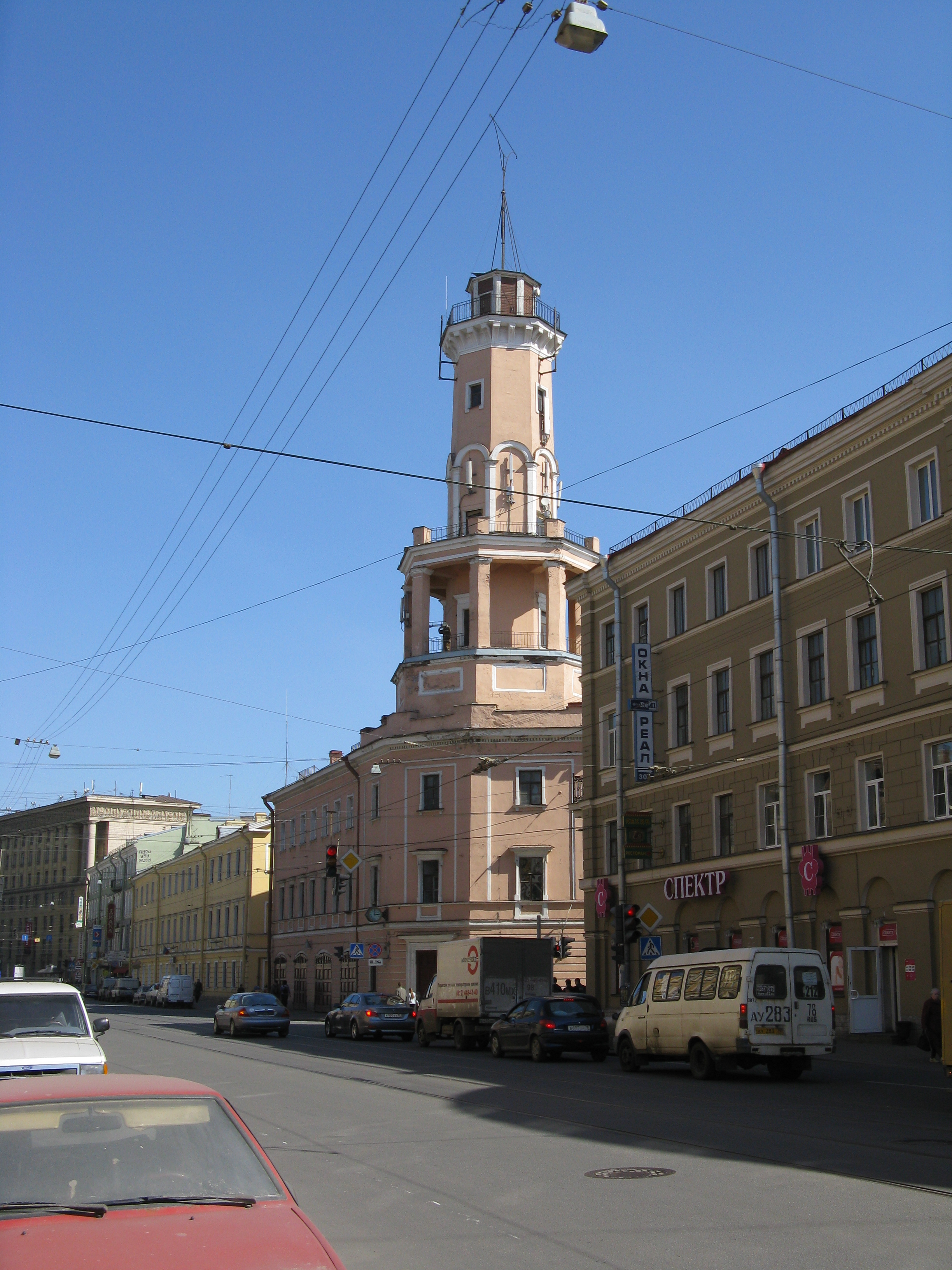
La caserne pompiers et de police à Saint-Pétersbourg